# 바하마 축구 국가대표팀
바하마 축구 국가대표팀(영어: Bahamas national football team)은 바하마를 대표하는 축구 국가대표팀으로 바하마 축구 협회에서 관리하며 북중미 축구 최약체로 평가받고 있는 팀들 중 하나이다. 1967년 바하마 축구 협회가 창설된 뒤 이듬해인 1968년 FIFA의 정식 회원국이 되었으며 1970년 3월 3일 파나마에서 열린 퀴라소와의 첫 국제 A매치 데뷔전에서 1-8로 대패했다.

## 개요
바하마 대표팀에는 여타의 최약체 대표팀들과 마찬가지로 잉글랜드 하부 리그 혹은 아마추어 리그 소속 선수 그리고 NCAA 등의 해외파 선수들과 자국 리그 소속 선수들로 구성되어 있다.

## 국제 대회 경력

### FIFA 월드컵
2014년 FIFA 월드컵 북중미카리브 지역 1차 예선에서 2전 전승을 기록하며 2002년 FIFA 월드컵 북중미카리브 지역 예선 이후 11년만에 월드컵 지역 예선 최다 승점 타이 기록을 수립했고 이 과정에서 같은 최약체팀인 터크스 케이커스 제도를 상대로 2경기에서 10골을 퍼부으며 월드컵 지역 예선 최다 득점 기록을 경신하며 2차 예선에 진출했지만 그 직후 기권을 선언했다.

### CONCACAF 네이션스리그

#### 2019-20년 리그 C
2019-20년 CONCACAF 네이션스리그 예선 32위로 첫 시즌 리그 C에 편입된 바하마는 영국령 버진아일랜드, 보네르와 함께 B조에 배정되어 4경기 3승 1무·조 1위로 차기 시즌 리그 B 승격 및 2021년 CONCACAF 골드컵 예선 1라운드 진출 자격을 얻었다.

#### 2022-23년 리그 B
리그 B 승격 이후 첫 시즌인 2022-23 시즌에서는 니카라과, 세인트빈센트 그레나딘, 트리니다드 토바고와 함께 C조에 편성되어 6경기 1승 1무 4패·조 3위로 시즌을 마감했다.

#### 2023-24년 리그 B
2023-24 시즌 리그 B에서는 가이아나, 앤티가 바부다, 푸에르토리코와 함께 D조에 편성되어 5경기 1무 4패·조 최하위의 처참한 성적을 남기며 4년만에 리그 C로 강등되었다.

### 팬아메리칸 게임
팬아메리칸 게임 출전은 1971년 대회가 유일하며 그나마도 예선라운드 A조에서 1승 2패의 성적을 거두며 6팀이 겨루는 결선리그 진출에 실패했다. 다만 1차전에서 도미니카 공화국을 상대로 4-2의 완승을 거두었다.

## FIFA 월드컵 (본선)
| 년도   | 결과      | 순위      | 경기      | 승        | 무*       | 패        | 득점      | 실점      | 승점      |
| ------ | --------- | --------- | --------- | --------- | --------- | --------- | --------- | --------- | --------- |
| 1930년 | 없음      | 없음      | 없음      | 없음      | 없음      | 없음      | 없음      | 없음      | 없음      |
| 1934년 | 없음      | 없음      | 없음      | 없음      | 없음      | 없음      | 없음      | 없음      | 없음      |
| 1938년 | 없음      | 없음      | 없음      | 없음      | 없음      | 없음      | 없음      | 없음      | 없음      |
| 1950년 | 없음      | 없음      | 없음      | 없음      | 없음      | 없음      | 없음      | 없음      | 없음      |
| 1954년 | 없음      | 없음      | 없음      | 없음      | 없음      | 없음      | 없음      | 없음      | 없음      |
| 1958년 | 없음      | 없음      | 없음      | 없음      | 없음      | 없음      | 없음      | 없음      | 없음      |
| 1962년 | 없음      | 없음      | 없음      | 없음      | 없음      | 없음      | 없음      | 없음      | 없음      |
| 1966년 | 없음      | 없음      | 없음      | 없음      | 없음      | 없음      | 없음      | 없음      | 없음      |
| 1970년 | 없음      | 없음      | 없음      | 없음      | 없음      | 없음      | 없음      | 없음      | 없음      |
| 1974년 | 불참      | 불참      | 불참      | 불참      | 불참      | 불참      | 불참      | 불참      | 불참      |
| 1978년 | 불참      | 불참      | 불참      | 불참      | 불참      | 불참      | 불참      | 불참      | 불참      |
| 1982년 | 불참      | 불참      | 불참      | 불참      | 불참      | 불참      | 불참      | 불참      | 불참      |
| 1986년 | 불참      | 불참      | 불참      | 불참      | 불참      | 불참      | 불참      | 불참      | 불참      |
| 1990년 | 불참      | 불참      | 불참      | 불참      | 불참      | 불참      | 불참      | 불참      | 불참      |
| 1994년 | 불참      | 불참      | 불참      | 불참      | 불참      | 불참      | 불참      | 불참      | 불참      |
| 1998년 | 기권      | 기권      | 기권      | 기권      | 기권      | 기권      | 기권      | 기권      | 기권      |
| 2002년 | 예선 탈락 | 예선 탈락 | 예선 탈락 | 예선 탈락 | 예선 탈락 | 예선 탈락 | 예선 탈락 | 예선 탈락 | 예선 탈락 |
| 2006년 | 예선 탈락 | 예선 탈락 | 예선 탈락 | 예선 탈락 | 예선 탈락 | 예선 탈락 | 예선 탈락 | 예선 탈락 | 예선 탈락 |
| 2010년 | 예선 탈락 | 예선 탈락 | 예선 탈락 | 예선 탈락 | 예선 탈락 | 예선 탈락 | 예선 탈락 | 예선 탈락 | 예선 탈락 |
| 2014년 | 기권      | 기권      | 기권      | 기권      | 기권      | 기권      | 기권      | 기권      | 기권      |
| 2018년 | 예선 탈락 | 예선 탈락 | 예선 탈락 | 예선 탈락 | 예선 탈락 | 예선 탈락 | 예선 탈락 | 예선 탈락 | 예선 탈락 |
| 합계   |           |           |           |           |           |           |           |           |           |

## FIFA 월드컵 (예선)
| 년도   | 경기                                        | 승                                          | 무*                                         | 패                                          | 득점                                        | 실점                                        | 승점                                        |
| ------ | ------------------------------------------- | ------------------------------------------- | ------------------------------------------- | ------------------------------------------- | ------------------------------------------- | ------------------------------------------- | ------------------------------------------- |
| 1930년 | 없음                                        | 없음                                        | 없음                                        | 없음                                        | 없음                                        | 없음                                        | 없음                                        |
| 1934년 | 없음                                        | 없음                                        | 없음                                        | 없음                                        | 없음                                        | 없음                                        | 없음                                        |
| 1938년 | 없음                                        | 없음                                        | 없음                                        | 없음                                        | 없음                                        | 없음                                        | 없음                                        |
| 1950년 | 없음                                        | 없음                                        | 없음                                        | 없음                                        | 없음                                        | 없음                                        | 없음                                        |
| 1954년 | 없음                                        | 없음                                        | 없음                                        | 없음                                        | 없음                                        | 없음                                        | 없음                                        |
| 1958년 | 없음                                        | 없음                                        | 없음                                        | 없음                                        | 없음                                        | 없음                                        | 없음                                        |
| 1962년 | 없음                                        | 없음                                        | 없음                                        | 없음                                        | 없음                                        | 없음                                        | 없음                                        |
| 1966년 | 없음                                        | 없음                                        | 없음                                        | 없음                                        | 없음                                        | 없음                                        | 없음                                        |
| 1970년 | 없음                                        | 없음                                        | 없음                                        | 없음                                        | 없음                                        | 없음                                        | 없음                                        |
| 1974년 | 불참                                        | 불참                                        | 불참                                        | 불참                                        | 불참                                        | 불참                                        | 불참                                        |
| 1978년 | 불참                                        | 불참                                        | 불참                                        | 불참                                        | 불참                                        | 불참                                        | 불참                                        |
| 1982년 | 불참                                        | 불참                                        | 불참                                        | 불참                                        | 불참                                        | 불참                                        | 불참                                        |
| 1986년 | 불참                                        | 불참                                        | 불참                                        | 불참                                        | 불참                                        | 불참                                        | 불참                                        |
| 1990년 | 불참                                        | 불참                                        | 불참                                        | 불참                                        | 불참                                        | 불참                                        | 불참                                        |
| 1994년 | 불참                                        | 불참                                        | 불참                                        | 불참                                        | 불참                                        | 불참                                        | 불참                                        |
| 1998년 | 기권                                        | 기권                                        | 기권                                        | 기권                                        | 기권                                        | 기권                                        | 기권                                        |
| 2002년 | 4                                           | 2                                           | 0                                           | 2                                           | 5                                           | 15                                          | 6                                           |
| 2006년 | 2                                           | 0                                           | 1                                           | 1                                           | 2                                           | 4                                           | 1                                           |
| 2010년 | 4                                           | 0                                           | 2                                           | 2                                           | 3                                           | 16                                          | 2                                           |
| 2014년 | 2                                           | 2                                           | 0                                           | 0                                           | 10                                          | 0                                           | 6                                           |
| 2018년 | 2                                           | 0                                           | 0                                           | 2                                           | 0                                           | 8                                           | 0                                           |
| 합계   | 14                                          | 4                                           | 3                                           | 7                                           | 20                                          | 43                                          | 15                                          |
| 순위   | 월드컵 예선 승점 순위 : 171위 (북중미 27위) | 월드컵 예선 승점 순위 : 171위 (북중미 27위) | 월드컵 예선 승점 순위 : 171위 (북중미 27위) | 월드컵 예선 승점 순위 : 171위 (북중미 27위) | 월드컵 예선 승점 순위 : 171위 (북중미 27위) | 월드컵 예선 승점 순위 : 171위 (북중미 27위) | 월드컵 예선 승점 순위 : 171위 (북중미 27위) |

## CONCACAF 골드컵
- 1963년 ~ 1998년 - 불참
- 2000년 - 예선 탈락
- 2002년 - 기권
- 2003년 - 예선 탈락
- 2005년 - 기권
- 2007년 - 예선 탈락
- 2009년 ~ 2015년 - 불참
- 2017년 - 불참
- 2019년 - 예선 탈락

## 팬아메리칸 게임
| 팬아메리칸 게임 기록 | 팬아메리칸 게임 기록 | 팬아메리칸 게임 기록 | 팬아메리칸 게임 기록 | 팬아메리칸 게임 기록 | 팬아메리칸 게임 기록 | 팬아메리칸 게임 기록 | 팬아메리칸 게임 기록 | 팬아메리칸 게임 기록 | 팬아메리칸 게임 기록 |
| 년도                 | 결과                 | 순위                 | 경기                 | 승                   | 무*                  | 패                   | 득점                 | 실점                 | 승점                 |
| -------------------- | -------------------- | -------------------- | -------------------- | -------------------- | -------------------- | -------------------- | -------------------- | -------------------- | -------------------- |
| 1951년               | 불참                 | 불참                 | 불참                 | 불참                 | 불참                 | 불참                 | 불참                 | 불참                 | 불참                 |
| 1955년               | 불참                 | 불참                 | 불참                 | 불참                 | 불참                 | 불참                 | 불참                 | 불참                 | 불참                 |
| 1959년               | 불참                 | 불참                 | 불참                 | 불참                 | 불참                 | 불참                 | 불참                 | 불참                 | 불참                 |
| 1963년               | 불참                 | 불참                 | 불참                 | 불참                 | 불참                 | 불참                 | 불참                 | 불참                 | 불참                 |
| 1967년               | 불참                 | 불참                 | 불참                 | 불참                 | 불참                 | 불참                 | 불참                 | 불참                 | 불참                 |
| 1971년               | 조별리그             | 9위                  | 3                    | 1                    | 0                    | 2                    | 4                    | 13                   | 3                    |
| 1975년               | 불참                 | 불참                 | 불참                 | 불참                 | 불참                 | 불참                 | 불참                 | 불참                 | 불참                 |
| 1979년               | 불참                 | 불참                 | 불참                 | 불참                 | 불참                 | 불참                 | 불참                 | 불참                 | 불참                 |
| 1983년               | 불참                 | 불참                 | 불참                 | 불참                 | 불참                 | 불참                 | 불참                 | 불참                 | 불참                 |
| 1987년               | 불참                 | 불참                 | 불참                 | 불참                 | 불참                 | 불참                 | 불참                 | 불참                 | 불참                 |
| 1991년               | 불참                 | 불참                 | 불참                 | 불참                 | 불참                 | 불참                 | 불참                 | 불참                 | 불참                 |
| 1995년               | 불참                 | 불참                 | 불참                 | 불참                 | 불참                 | 불참                 | 불참                 | 불참                 | 불참                 |
| 1999년               | 불참                 | 불참                 | 불참                 | 불참                 | 불참                 | 불참                 | 불참                 | 불참                 | 불참                 |
| 2003년               | 불참                 | 불참                 | 불참                 | 불참                 | 불참                 | 불참                 | 불참                 | 불참                 | 불참                 |
| 2007년               | 불참                 | 불참                 | 불참                 | 불참                 | 불참                 | 불참                 | 불참                 | 불참                 | 불참                 |
| 2011년               | 불참                 | 불참                 | 불참                 | 불참                 | 불참                 | 불참                 | 불참                 | 불참                 | 불참                 |
| 2015년               |                      |                      |                      |                      |                      |                      |                      |                      |                      |
| 합계                 | 1회 진출(1/17)       | 조별리그(1회)        | 3                    | 1                    | 0                    | 2                    | 4                    | 13                   | 3                    |

## 주요 선수
- 드웨인 와일리
- 해피 홀
- 캐머런 헤플
- 테리 딜런시
- 레이먼 스터럽